# 312 Pierretta
Pierretta (asteroide 312) é um asteroide da cintura principal com um diâmetro de 49,96 quilómetros, a 2,3313188 UA. Possui uma excentricidade de 0,1616625 e um período orbital de 1 693,83 dias (4,64 anos).
Pierretta tem uma velocidade orbital média de 17,86081855 km/s e uma inclinação de 9,03534º.
Esse asteroide foi descoberto em 28 de Agosto de 1891 por Auguste Charlois.